# Verenigde Staten op de Olympische Winterspelen 1976
Tijdens de Olympische Winterspelen van 1976, die in Innsbruck (Oostenrijk) werden gehouden, namen Verenigde Staten voor de twaalfde keer deel.

## Medailleoverzicht
| Sport       | Olympiër                    | Discipline   | Medaille |
| ----------- | --------------------------- | ------------ | -------- |
| Kunstrijden | Dorothy Hamill              | vrouwen      | Goud     |
| Schaatsen   | Peter Mueller               | 1000 m (m)   | Goud     |
| Schaatsen   | Sheila Young                | 500 m (v)    | Goud     |
| Langlaufen  | Bill Koch                   | 30 km (m)    | Zilver   |
| Schaatsen   | Leah Poulos                 | 1000 m (v)   | Zilver   |
| Schaatsen   | Sheila Young                | 1500 m (v)   | Zilver   |
| Alpineskiën | Cindy Nelson                | afdaling (v) | Brons    |
| Kunstrijden | Colleen O'Connor Jim Millns | ijsdansen    | Brons    |
| Schaatsen   | Dan Immerfall               | 500 m (m)    | Brons    |
| Schaatsen   | Sheila Young                | 1000 m (v)   | Brons    |

## Deelnemers en resultaten

### Alpineskiën
| Olympiër        | Discipline       | Resultaat | Prestatie                       |
| --------------- | ---------------- | --------- | ------------------------------- |
| Cary Adgate     | reuzenslalom (m) | 21e       | 3.36,41 (+9,44) 1.48,64+1.47,77 |
| Cary Adgate     | slalom (m)       | 13e       | 2.09,53 (+6,24) 1.03,06+1.06,47 |
| Karl Anderson   | afdaling (m)     | 24e       | 1.49,08 (+3,35)                 |
| Geoff Bruce     | slalom (m)       | dnf-1     | opgave run 1                    |
| Greg Jones      | afdaling (m)     | 11e       | 1.47,84 (+2,11)                 |
| Greg Jones      | reuzenslalom (m) | 9e        | 3.31,77 (+4,80) 1.48,09+1.43,68 |
| Greg Jones      | slalom (m)       | 19e       | 2.12,71 (+9,42) 1.05,05+1.07,66 |
| Phil Mahre      | reuzenslalom (m) | 5e        | 3.28,20 (+1,23) 1.45,58+1.42,62 |
| Phil Mahre      | slalom (m)       | 18e       | 2.11,77 (+8,48) 1.04,80+1.06,97 |
| Steve Mahre     | reuzenslalom (m) | 13e       | 3.33,76 (+6,79) 1.47,80+1.45,96 |
| Andy Mill       | afdaling (m)     | 6e        | 1.47,06 (+1,33)                 |
| Pete Patterson  | afdaling (m)     | 13e       | 1.47,94 (+2,21)                 |
|                 |                  |           |                                 |
| Lindy Cochran   | reuzenslalom (v) | 12e       | 1.31,33 (+2,20)                 |
| Lindy Cochran   | slalom (v)       | 6e        | 1.33,24 (+2,70) 47,96+45,28     |
| Abbi Fisher     | slalom (v)       | dns-2     | niet gestart run 2              |
| Cindy Nelson    | afdaling (v)     | Brons     | 1.47,50 (+1,34)                 |
| Cindy Nelson    | reuzenslalom (v) | 21e       | 1.32,02 (+2,89)                 |
| Cindy Nelson    | slalom (v)       | 13e       | 1.37,33 (+6,79) 49,52+47,81     |
| Susan Patterson | afdaling (v)     | 14e       | 1.49,37 (+3,21)                 |
| Mary Seaton     | reuzenslalom (v) | 17e       | 1.31,58 (+2,45)                 |
| Mary Seaton     | slalom (v)       | 10e       | 1.35,87 (+5,33) 49,04+46,83     |
| Leslie Smith    | afdaling (v)     | 26e       | 1.52,98 (+6,82)                 |
| Leslie Smith    | reuzenslalom (v) | 28e       | 1.34,54 (+5,41)                 |

### Biatlon
| Olympiër                                                | Discipline             | Resultaat | Prestatie                                                                                  |
| ------------------------------------------------------- | ---------------------- | --------- | ------------------------------------------------------------------------------------------ |
| Lyle Nelson                                             | 20 km (m)              | 35e       | 1:25.27,50 (+11.15,24) pen.: 10 (1 / 4 / 3 / 2)                                            |
| Martin Hagen                                            | 20 km (m)              | 47e       | 1:28.49,20 (+14.36,94) pen.: 8 (2 / 4 / 2 / 0)                                             |
| Peter Dascoulias                                        | 20 km (m)              | dnf       | opgave                                                                                     |
| Lyle Nelson Dennis Donahue John Morton Peter Dascoulias | 4x7,5 km estafette (m) | 11e       | 2:10.17,72 (+12.22,08) pen.: 4 (0 / 2 / 1 / 1) (30.29,17 / 33.11,78 / 33.09,08 / 33.27,69) |

### Bobsleeën
| Olympiër                                                      | Discipline                        | Resultaat | Prestatie                                       |
| ------------------------------------------------------------- | --------------------------------- | --------- | ----------------------------------------------- |
| James Morgan Thomas Becker                                    | 2-mansbob (m) Verenigde Staten I  | 14e       | 3.50,76 (+6,34) (57,68 / 57,63 / 57,66 / 57,79) |
| Brent Rushlaw John Proctor                                    | 2-mansbob (m) Verenigde Staten II | 19e       | 3.52,02 (+7,60) (58,07 / 58,27 / 57,79 / 57,89) |
| James Morgan Peter Brennan John Proctor Thomas Becker         | 4-mansbob (m) Verenigde Staten I  | 15e       | 3.46,72 (+6,29) (56,09 / 56,08 / 56,96 / 57,59) |
| William Hollrock Earl Frisbie Frederick Fritsch Philip Duprey | 4-mansbob (m) Verenigde Staten II | 19e       | 3.49,71 (+9,28) (56,61 / 56,86 / 57,89 / 58,35) |

### Kunstrijden
| Olympiër                      | Discipline | Resultaat | Prestatie               |
| ----------------------------- | ---------- | --------- | ----------------------- |
| David Santee                  | mannen     | 6e        | pc. 49,0; 184,3 punten  |
| Terry Kubicka                 | mannen     | 7e        | pc. 56,0; 183,3 punten  |
| Dorothy Hamill                | vrouwen    | Goud      | pc. 9,0; 193,8 punten   |
| Wendy Burge                   | vrouwen    | 6e        | pc. 63,0; 182,1 punten  |
| Linda Fratianne               | vrouwen    | 8e        | pc. 67,0; 181,9 punten  |
| Tai Babilonia Randy Gardner   | paarrijden | 5e        | pc. 36,0; 134,2 punten  |
| Alice Cook William Fauver     | paarrijden | 12e       | pc. 106,0; 119,4 punten |
| Colleen O'Connor Jim Millns   | ijsdansen  | Brons     | pc. 27,0; 202,6 punten  |
| Judi Genovesi Kent Weigle     | ijsdansen  | 15e       | pc. 134,0; 168,3 punten |
| Susan Kelley Andrew Stroukoff | ijsdansen  | 17e       | pc. 147,0; 165,1 punten |

### Langlaufen
| Olympiër                                               | Discipline            | Resultaat | Prestatie                                                          |
| ------------------------------------------------------ | --------------------- | --------- | ------------------------------------------------------------------ |
| Béla Bodnár                                            | 30 km (m)             | 59e       | 1:43.10,73 (+12.41,35)                                             |
| Tim Caldwell                                           | 15 km (m)             | 37e       | 47.33,59 (+3.35,12)                                                |
| Tim Caldwell                                           | 30 km (m)             | 27e       | 1:35.57,97 (+5.28,59)                                              |
| Tim Caldwell                                           | 50 km (m)             | dnf       | opgave                                                             |
| Stan Dunklee                                           | 50 km (m)             | 36e       | 2:51.26,28 (+13.56,23)                                             |
| Chris Haines                                           | 30 km (m)             | 52e       | 1:40.58,43 (+10.29,05)                                             |
| Chris Haines                                           | 50 km (m)             | dnf       | opgave                                                             |
| Bill Koch                                              | 15 km (m)             | 6e        | 45.32,22 (+1.33,75)                                                |
| Bill Koch                                              | 30 km (m)             | Zilver    | 1:30.57,84 (+28,46)                                                |
| Bill Koch                                              | 50 km (m)             | 13e       | 2:44.34,69 (+7.04,64)                                              |
| Doug Peterson                                          | 15 km (m)             | 54e       | 49.00,98 (+5.02,51)                                                |
| Ronny Yeager                                           | 15 km (m)             | 52e       | 48.58,16 (+4.59,69)                                                |
| Doug Peterson Tim Caldwell Bill Koch Ronny Yeager      | 4x10 km estafette (m) | 6e        | 2:11.41,35 (+3.41,63) (36.06,24 / 32.16,01 / 30.43,61 / 32.35,49)  |
|                                                        |                       |           |                                                                    |
| Twila Hinkle                                           | 10 km (v)             | 42e       | 36.35,49 (+6.22,08)                                                |
| Jana Hlavaty                                           | 5 km (v)              | 35e       | 18.21,21 (+2.32,52)                                                |
| Jana Hlavaty                                           | 10 km (v)             | 37e       | 34.48,88 (+4.35,47)                                                |
| Margie Mahoney                                         | 10 km (v)             | 43e       | 37.07,18 (+6.53,77)                                                |
| Terry Porter                                           | 5 km (v)              | 39e       | 19.36,93 (+3.48,24)                                                |
| Martha Rockwell                                        | 5 km (v)              | 28e       | 17.33,07 (+1.44,38)                                                |
| Martha Rockwell                                        | 10 km (v)             | 36e       | 34.21,34 (+4.07,93)                                                |
| Lynn von der Heide                                     | 5 km (v)              | dnf       | opgave                                                             |
| Martha Rockwell Jana Hlavaty Terry Porter Twila Hinkle | 4x5 km estafette (v)  | 9e        | 1:17.58,18 (+10.08,43) (18.44,86 / 19.06,32 / 19.28,91 / 20.38,09) |

### Noordse combinatie
| Olympiër         | Discipline | Resultaat | Prestatie                                                                                          |
| ---------------- | ---------- | --------- | -------------------------------------------------------------------------------------------------- |
| Jim Galanes      | mannen     | 17e       | 381,13 punten schans: 184,1 p 88,6 (68,0 m)+90,6 (71,0 m)+93,5 (73,0 m) 15 km: 197,03 p (50:34.71) |
| Michael Devecka  | mannen     | 28e       | 343,88 punten schans: 151,6 p 77,0 (62,0 m)+69,6 (61,0 m)+74,6 (64,0 m) 15 km: 192,28 p (51:06.38) |
| Walter Malmquist | mannen     | 29e       | 341,47 punten schans: 181,3 p 80,1 (63,0 m)+90,0 (70,0 m)+91,3 (71,0 m) 15 km: 160,17 p (54:40.40) |

### Rodelen
| Olympiër                         | Discipline | Resultaat | Prestatie                                              |
| -------------------------------- | ---------- | --------- | ------------------------------------------------------ |
| Richard Cavanaugh                | mannen     | 25e       | 3.41,357 (+13,669) (56,186 / 55,669 / 54,572 / 54,930) |
| James Murray                     | mannen     | 26e       | 3.42,152 (+14,464) (56,269 / 55,554 / 55,142 / 55,187) |
| Terry O'Brien                    | mannen     | 28e       | 3.42,536 (+14,848) (56,366 / 55,647 / 55,172 / 55,351) |
| Kathleen Ann Homstad             | vrouwen    | 21e       | 3.01,351 (+10,730) (45,413 / 45,744 / 44,848 / 45,346) |
| Karen Roberts                    | vrouwen    | 24e       | 3.04,083 (+13,462) (46,366 / 46,142 / 45,581 / 45,994) |
| Maura Haponski                   | vrouwen    | 25e       | 3.04,571 (+13,950) (46,547 / 45,877 / 45,818 / 46,329) |
| Robert Berkley Richard Cavanaugh | dubbel     | 23e       | 1.32,009 (+6,405) (46,455 / 45,554)                    |
| James Moriarty John Fee          | dubbel     | 24e       | 1.32,040 (+6,436) (46,075 / 45,965)                    |

### Schaatsen
| Olympiër        | Discipline   | Resultaat | Prestatie           |
| --------------- | ------------ | --------- | ------------------- |
| Dan Carroll     | 1000 m (m)   | 28e       | 1.27,37 (+8,05)     |
| Dan Carroll     | 1500 m (m)   | 5e        | 2.02,26 (+2,88)     |
| Dan Carroll     | 5000 m (m)   | 6e        | 7.36,46 (+11,98)    |
| Dan Carroll     | 10.000 m (m) | 7e        | 15.19,29 (+28,70)   |
| Jim Chapin      | 500 m (m)    | 10e       | 40,09 (+0,92)       |
| Charles Gilmore | 10.000 m (m) | 19e       | 16.26,35 (+1.35,76) |
| Eric Heiden     | 1500 m (m)   | 7e        | 2.02,40 (+3,02)     |
| Eric Heiden     | 5000 m (m)   | 19e       | 7.59,00 (+34,52)    |
| Dan Immerfall   | 500 m (m)    | Brons     | 39,54 (+0,37)       |
| Dan Immerfall   | 1000 m (m)   | 12e       | 1.21,74 (+2,42)     |
| Peter Mueller   | 500 m (m)    | 5e        | 39,57 (+0,40)       |
| Peter Mueller   | 1000 m (m)   | Goud      | 1.19,32             |
| Mike Woods      | 1500 m (m)   | 23e       | 2.08,77 (+9,39)     |
| Mike Woods      | 5000 m (m)   | 12e       | 7.48,08 (+23,60)    |
| Mike Woods      | 10.000 m (m) | 12e       | 15.53,42 (+1.02,83) |
|                 |              |           |                     |
| Peggy Crowe     | 1000 m (v)   | dq        | diskwalificatie     |
| Beth Heiden     | 3000 m (v)   | 11e       | 4.51,67 (+6,48)     |
| Lori Monk       | 500 m (v)    | 9e        | 44,00 (+1,24)       |
| Leah Poulos     | 500 m (v)    | 4e        | 43,21 (+0,45)       |
| Leah Poulos     | 1000 m (v)   | Zilver    | 1.28,57 (+0,14)     |
| Leah Poulos     | 1500 m (v)   | 6e        | 2.19,11 (+2,53)     |
| Cindy Seikkula  | 1500 m (v)   | 17e       | 2.24,06 (+7,48)     |
| Cindy Seikkula  | 3000 m (v)   | 17e       | 4.57,57 (+12,38)    |
| Nancy Swider    | 3000 m (v)   | 7e        | 4.48,46 (+3,27)     |
| Sheila Young    | 500 m (v)    | Goud      | 42,76               |
| Sheila Young    | 1000 m (v)   | Brons     | 1.29,14 (+0,71)     |
| Sheila Young    | 1500 m (v)   | Zilver    | 2.17,06 (+0,48)     |

### Schansspringen
| Olympiër         | Discipline         | Resultaat | Prestatie                                          |
| ---------------- | ------------------ | --------- | -------------------------------------------------- |
| Jim Denney       | normale schans (m) | 21e       | 218,9 punten 110,7 p. (79,0 m) + 108,2 p. (76,5 m) |
| Jim Denney       | grote schans (m)   | 18e       | 191,1 punten 99,1 p. (89,0 m) + 92,0 p. (85,0 m)   |
| Terry Kern       | grote schans (m)   | 30e       | 176,2 punten 89,7 p. (88,0 m) + 86,5 p. (85,0 m)   |
| Jim Maki         | grote schans (m)   | 36e       | 171,4 punten 89,0 p. (85,0 m) + 82,4 p. (81,0 m)   |
| Jerry Martin     | normale schans (m) | 27e       | 212,6 punten 109,6 p. (78,0 m) + 103,0 p. (74,5 m) |
| Jerry Martin     | grote schans (m)   | 32e       | 175,7 punten 94,0 p. (85,0 m) + 81,7 p. (78,0 m)   |
| Kip Sundgaard    | normale schans (m) | 53e       | 177,6 punten 89,6 p. (68,0 m) + 88,0 p. (67,0 m)   |
| Greg Windsperger | normale schans (m) | 34e       | 208,0 punten 103,9 p. (76,0 m) + 104,1 p. (75,5 m) |

### IJshockey
| Olympiër | Discipline | Resultaat | Prestatie |
| --- | ---------- | --------- | --- |
| Steve Alley Daniel Bolduc Blane Comstock Bob Dobek Robert Harris Jeffrey Hymanson Paul Jensen Steven Jensen Richard Lamby Robert Lundeen Robert Miller Douglas Ross Gary Ross Buzz Schneider Stephen Sertich John Taft Theodore Thorndike James Warden | mannen     | 5e        | kwalificatieronde: 8 - 4 Verenigde Staten - Joegoslavië A-groep (1e-6e plaats): 2 - 6 Verenigde Staten - Sovjet-Unie 0 - 5 Verenigde Staten - Tsjecho-Slowakije 5 - 4 Verenigde Staten - Finland 7 - 2 Verenigde Staten - Polen 1 - 4 Verenigde Staten - Bondsrepubliek Duitsland |

Andorra · Argentinië · Australië · België · Bondsrepubliek Duitsland · Bulgarije · Canada · Chili · Duitse Democratische Republiek · Finland · Frankrijk · Griekenland · Groot-Brittannië · Hongarije · IJsland · Iran · Italië · Japan · Joegoslavië · Libanon · Liechtenstein · Nederland · Nieuw-Zeeland · Noorwegen · Oostenrijk · Polen · Roemenië · San Marino · Sovjet-Unie · Spanje · Taiwan · Tsjecho-Slowakije · Turkije · Verenigde Staten · Zuid-Korea · Zweden · Zwitserland